# Xã Sentinel, Quận Golden Valley, Bắc Dakota
Xã Sentinel (tiếng Anh: Sentinel Township) là một xã thuộc quận Golden Valley, tiểu bang Bắc Dakota, Hoa Kỳ. Năm 2010, dân số của xã này là 50 người.